# Cephalotaxus fortunei
Cephalotaxus fortunei là một loài thực vật hạt trần trong họ Taxaceae. Loài này được Hook. mô tả khoa học đầu tiên năm 1850.